# WSG Schwerin
WSG Schwerin (celým názvem: Wehrmacht-Sportgemeinschaft Schwerin) byl německý vojenský fotbalový klub, který sídlil v meklenburském městě Schwerin. Klub patřil pod pozemní jednotky Wehrmacht. Založen byl v roce 1934. Zanikl po ukončení druhé světové války, poté co byla všechna dřívější sportovní sdružení v sovětské okupační zóně zrušena. Své domácí zápasy odehrával na Sportanlage Paulshöhe. Klubové barvy byly červená a černá.
Největším úspěchem klubu byla celkem dvojroční účast v Gaulize Nordmark a Gaulize Mecklenburg, jedné ze skupin tehdejší nejvyšší fotbalové soutěže na území Německa.

## Umístění v jednotlivých sezonách
Stručný přehled
Zdroj: 
- 1941–1942: Gauliga Nordmark
- 1942–1943: Gauliga Mecklenburg

Jednotlivé ročníky
Zdroj: 
Legenda: Z - zápasy, V - výhry, R - remízy, P - porážky, VG - vstřelené góly, OG - obdržené góly, +/- - rozdíl skóre, B - body, červené podbarvení - sestup, zelené podbarvení - postup, fialové podbarvení - reorganizace, změna skupiny či soutěže
| Velkoněmecká říše (1941 – 1943) |                     |        |                                                             |                                                             |                                                             |                                                             |                                                             |                                                             |                                                             |                                                             |        |
| Sezóny                          | Liga                | Úroveň | Z                                                           | V                                                           | R                                                           | P                                                           | VG                                                          | OG                                                          | +/-                                                         | B                                                           | Pozice |
| 1941/42                         | Gauliga Nordmark    | 1      | 18                                                          | 6                                                           | 5                                                           | 7                                                           | 29                                                          | 37                                                          | -8                                                          | 17                                                          | 5.     |
| 1942/43                         | Gauliga Mecklenburg | 1      | Klub se odhlásil v průběhu sezóny, výsledky byly anulovány. | Klub se odhlásil v průběhu sezóny, výsledky byly anulovány. | Klub se odhlásil v průběhu sezóny, výsledky byly anulovány. | Klub se odhlásil v průběhu sezóny, výsledky byly anulovány. | Klub se odhlásil v průběhu sezóny, výsledky byly anulovány. | Klub se odhlásil v průběhu sezóny, výsledky byly anulovány. | Klub se odhlásil v průběhu sezóny, výsledky byly anulovány. | Klub se odhlásil v průběhu sezóny, výsledky byly anulovány. | 8.     |